# Daniel Chima
Daniel Chima Chukwu (Uboma, 4 aprile 1991) è un calciatore nigeriano, attaccante svincolato.

## Carriera
Chima è stato portato in Norvegia dal Lyn Oslo, formazione all'epoca militante nella 1. divisjon. La società di investimento Olja Lyn ha aiutato la squadra a tesserare il giocatore, che prima aveva sostenuto un provino per l'Odd Grenland. Ha esordito in squadra il 5 aprile 2010, quando è stato schierato titolare nella sconfitta per 4-1 sul campo del Bodø/Glimt: nella stessa partita, ha segnato la prima rete con questa maglia. Il 30 giugno 2010, il Lyn Oslo ha dichiarato bancarotta e tutti i giocatori, compreso Chima, si sono ritrovati svincolati. Inoltre, tutte le partite disputate in campionato dalla squadra sono state annullate e perse a tavolino.
Libero da vincoli contrattuali, Chima è passato quindi al Molde. Ha debuttato nell'Eliteserien in data 1º agosto 2010, sostituendo Mattias Moström nel pareggio per 1-1 in casa del Brann. Ha chiuso la stagione con 4 presenze, tutte in campionato.
Il 25 aprile 2011, Chima ha realizzato il primo gol nella massima divisione norvegese: è andato in rete nella vittoria per 1-3 sul campo del Brann. Ha contribuito alla vittoria finale del campionato 5 reti in 24 partite.
Il 30 settembre 2012 ha siglato la prima tripletta della sua carriera in campionato, nella vittoria per 4-3 sullo Stabæk. Il 15 ottobre successivo, Chima ha rinnovato il contratto che lo legava al club per altre tre stagioni. Al termine della stagione, il Molde ha vinto il campionato per il secondo anno consecutivo.
Nel 2013, il suo Molde ha chiuso la stagione al 6º posto in classifica e ha vinto il Norgesmesterskapet 2013, con il successo in finale sul Rosenborg col punteggio di 4-2.
Il 4 ottobre 2014 ha vinto il campionato 2014 con il suo Molde, raggiungendo matematicamente il successo finale con quattro giornate d'anticipo grazie alla vittoria per 1-2 sul campo del Viking. Il 17 ottobre, il suo nome è stato inserito tra i candidati per la vittoria del premio Kniksen per il miglior attaccante del campionato. La vittoria è andata però a Viðar Örn Kjartansson. Il 23 novembre successivo, il Molde ha centrato il successo finale nel Norgesmesterskapet 2014, ottenendo così il double.
Il 29 gennaio 2015, il Molde ha annunciato sul proprio sito internet d'aver trovato un accordo per il trasferimento del calciatore ai cinesi dello Shanghai Shenxin: perché la trattativa potesse essere completata, Chima avrebbe dovuto trattare i termini personali del contratto ed essere sottoposto alle rituali visite mediche. Nella stessa giornata, Chima ha superato i test e si è legato al nuovo club.
Ha esordito nella Chinese Super League in data 8 marzo 2015, schierato titolare nella sconfitta per 6-2 arrivata sul campo dello Shanghai Shenhua, sfida in cui ha trovato anche la prima rete per la nuova squadra. Al termine di quella stessa stagione, lo Shanghai Shenxin è retrocesso.
Il 6 gennaio 2017, i polacchi del Legia Varsavia hanno ufficializzato l'ingaggio di Chima, che si è legato al nuovo club con un contratto valido per i successivi tre anni e mezzo, scegliendo di vestire la maglia numero 27. Ha esordito in squadra il 17 aprile successivo, subentrando a Michał Kucharczyk nel pareggio per 0-0 contro il Korona Kielce. Al termine di quella stessa stagione, il Legia Varsavia si è aggiudicato il titolo nazionale.
Il 14 febbraio 2018, Chima ha ufficialmente fatto ritorno al Molde, legandosi a titolo definitivo con un contratto valido fino all'estate 2020.
Il 18 febbraio 2019 è passato all'Heilongjiang con la formula del prestito.
Il 21 febbraio 2020 è stato ceduto a titolo definitivo al Taizhou Yuanda.

## Statistiche

### Presenze e reti nei club
Statistiche aggiornate al 23 aprile 2025.
| Stagione                | Club                    | Campionato              | Campionato | Campionato | Coppe nazionali | Coppe nazionali | Coppe nazionali | Coppe continentali | Coppe continentali | Coppe continentali | Supercoppe | Supercoppe | Supercoppe | Totale | Totale |
| Stagione                | Club                    | Comp                    | Pres       | Reti       | Comp            | Pres            | Reti            | Comp               | Pres               | Reti               | Comp       | Pres       | Reti       | Pres   | Reti   |
| ----------------------- | ----------------------- | ----------------------- | ---------- | ---------- | --------------- | --------------- | --------------- | ------------------ | ------------------ | ------------------ | ---------- | ---------- | ---------- | ------ | ------ |
| gen.-giu. 2010          | Lyn Oslo                | 1D                      | 11         | 4          | CN              | 3               | 2               | -                  | -                  | -                  | -          | -          | -          | 14     | 6      |
| lug.-dic. 2010          | Molde                   | ES                      | 4          | 0          | CN              | -               | -               | UEL                | -                  | -                  | -          | -          | -          | 4      | 0      |
| 2011                    | Molde                   | ES                      | 24         | 5          | CN              | 5               | 7               | -                  | -                  | -                  | -          | -          | -          | 29     | 12     |
| 2012                    | Molde                   | ES                      | 24         | 7          | CN              | 4               | 1               | UCL+UEL            | 4+7                | 0+3                | -          | -          | -          | 39     | 11     |
| 2013                    | Molde                   | ES                      | 28         | 9          | CN              | 6               | 2               | UCL+UEL            | 4+2                | 2+0                | -          | -          | -          | 40     | 13     |
| 2014                    | Molde                   | ES                      | 27         | 10         | CN              | 6               | 4               | UEL                | 3                  | 0                  | -          | -          | -          | 36     | 14     |
| 2015                    | Shanghai Shenxin        | CSL                     | 24         | 10         | CC              | 3               | 4               | -                  | -                  | -                  | -          | -          | -          | 27     | 14     |
| 2016                    | Shanghai Shenxin        | CL1                     | 22         | 11         | CC              | 1               | 0               | -                  | -                  | -                  | -          | -          | -          | 23     | 11     |
| Totale Shanghai Shenxin | Totale Shanghai Shenxin | Totale Shanghai Shenxin | 46         | 21         |                 | 4               | 4               |                    | -                  | -                  |            | -          | -          | 50     | 25     |
| gen.-giu. 2017          | Legia Varsavia          | EK                      | 2          | 0          | CP              | -               | -               | UCL                | -                  | -                  | SP         | -          | -          | 2      | 0      |
| 2017-feb. 2018          | Legia Varsavia          | EK                      | 2          | 0          | CP              | 4               | 0               | UCL+UEL            | -                  | -                  | SP         | -          | -          | 6      | 0      |
| Totale Legia Varsavia   | Totale Legia Varsavia   | Totale Legia Varsavia   | 4          | 0          |                 | 4               | 0               |                    | -                  | -                  |            | -          | -          | 8      | 0      |
| 2018                    | Molde                   | ES                      | 11         | 3          | CN              | 2               | 3               | UEL                | 4                  | 0                  | -          | -          | -          | 17     | 6      |
| Totale Molde            | Totale Molde            | Totale Molde            | 118        | 34         |                 | 23              | 17              |                    | 24                 | 5                  |            | -          | -          | 165    | 56     |
| 2019                    | Heilongjiang            | CL1                     | 24         | 15         | CC              | 0               | 0               | -                  | -                  | -                  | -          | -          | -          | 24     | 15     |
| 2020                    | Taizhou Yuanda          | CL1                     | 0          | 0          | CC              | 0               | 0               | -                  | -                  | -                  | -          | -          | -          | 0      | 0      |
| 2021-gen.2022           | East Bengal             | ISL                     | 10         | 2          | -               | -               | -               | -                  | -                  | -                  | -          | -          | -          | 10     | 2      |
| gen.-giu.2022           | Jamshedpur              | ISL                     | 9+2        | 7          | -               | -               | -               | -                  | -                  | -                  | -          | -          | -          | 11     | 7      |
| 2022-2023               | Jamshedpur              | ISL                     | 19         | 5          | SC              | 3               | 0               | QAFC               | 1                  | 0                  | DC         | -          | -          | 23     | 5      |
| 2023-2024               | Jamshedpur              | ISL                     | 20         | 6          | SC              | 2               | 3               | -                  | -                  | -                  | DC         | -          | -          | 22     | 9      |
| Totale Jamshedpur       | Totale Jamshedpur       | Totale Jamshedpur       | 50         | 18         |                 | 5               | 3               |                    | 1                  | 0                  |            | -          | -          | 56     | 21     |
| 2024-2025               | Chennaiyin              | ISL                     | 23         | 6          | SC              | 1               | 0               | -                  | -                  | -                  | DC+BT      | -+3        | -+0        | 27     | 6      |
| Totale carriera         | Totale carriera         | Totale carriera         | 286        | 88         |                 | 40              | 26              |                    | 25                 | 5                  |            | 3          | 0          | 354    | 119    |

## Palmarès

### Club

#### Competizioni nazionali
- Campionato norvegese: 3

Molde: 2011, 2012, 2014
- Coppa di Norvegia: 1

Molde: 2013
- Supercoppa di Norvegia: 1

Molde: 2012
- Campionato polacco: 1

Legia Varsavia: 2016-2017
- ISL Shield: 1

Jamshedpur: 2021-2022